# Gaudencio Rosales
Gaudencio Borbon Rosales (Batangas City, 10 augustus 1932) is een Filipijnse kardinaal, voormalig bisschop van Imus, voormalig aartsbisschop van Manilla en voormalig metropoliet van de rooms-katholieke kerkprovincie Manilla.

## Biografie
De grootvaders van Rosales waren politici in Batangas. Julian Rosales was burgemeester van Batangas en Pablo Borbon was gouverneur van de provincie Batangas. De vader van Rosales Godofredo Dilay Rosales was een van de eerste Filipijnse dokters die een opleiding in de Verenigde Staten had genoten. Na zijn opleiding was hij teruggekeerd in de Filipijnen om zijn beroep uit te oefenen in Batangas City. Rosales' moeder, Remedios Mayo Borbon, was een nicht van de Filipijnse staatsman Claro Recto. Rosales is de derde uit een gezin van zeven kinderen.
Als jongen wilde Rosales al priester worden. Hij studeerde theologie aan het Seminarie van San José. Onder zijn klasgenoten waren twee andere toekomstige bisschoppen: Severino Pelayo, voormalig bisschop van het Militair ordinaat en Benjamin Almoneda, voormalig bisschop van Daet. Op 23 maart 1958 werd Rosales tot priester gewijd door bisschop Alejandro Olalia. Hij zou vervolgens 11 jaar lesgeven aan het seminarie van het aartsbisdom van Lipa (toen nog een bisdom). In 1970 werd hij benoemd als priester van de parochie in de barangay Banay-banay in zijn geboortestad Batangas. Hij viel er op door zijn toewijding. Zo probeerde hij in de twee en een half jaar dat hij er diende alle parochianen te ontmoeten door middel van huisbezoeken.
Op 12 augustus 1974 werd Rosales benoemd tot hulpbisschop van het aartsbisdom Manilla en titulair-bisschop van Oescus. Hij werd daarmee de eerste bisschop afkomstig uit Batangas. Op 9 juni 1982 werd hij benoemd tot bisschop-coadjutor van het bisdom Malaybalay. Toen bisschop Francisco Claver op 14 september 1984 zijn ontslag indiende volgde Rosales hem op. Op 30 december 1992 werd Rosales de nieuwe aartsbisschop van Lipa, nadat voorganger Mariano Gaviola met pensioen was gegaan.
In 2003, ten slotte, werd Rosales door paus Johannes-Paulus II benoemd als nieuwe aartsbisschop van Manilla. Zijn voorganger Jaime Lachica Sin, die ook op politiek vlak grote inbreng had gehad, ging met pensioen. Op 21 november 2003 werd hij geïnstalleerd in zijn nieuwe functie. Rosales werd daarmee pas de vierde aartsbisschop van Manilla van Filipijnse afkomst, als gevolg van eeuwenlange Spaanse en Amerikaanse overheersing.
Tijdens het consistorie van 24 maart 2006 werd hij door paus Benedictus XVI opgenomen in het College van Kardinalen. Hij kreeg de Santissimo Nome di Maria als titelkerk.
In 2007 diende kardinaal Rosales, geheel volgens regels van het Wetboek van Canoniek Recht zijn ontslag als aartsbisschop in wegens het bereiken van de 75-jarige leeftijd. Op 8 augustus weigerde het Vaticaan echter zijn ontslag als aartsbisschop van Manilla te aanvaarden. Kardinaal Giovanni Battista Re, prefect van de Congregatie voor de Bisschoppen meldde het apostolische nuntiatuur in de Filipijnen dat paus Benedictus XVI Rosales uitnodigde om "door te gaan ‘'donec aliter provideatur'’ (tot er iets anders geregeld zou zijn)."
. Op 13 oktober 2011 werd zijn ontslag geaccepteerd en werd Luis Antonio Tagle door paus Benedictus XVI benoemd tot nieuwe aartsbisschop van Manilla.

## Moreel standpunt
Op 5 mei 2008 verklaarde kardinaal Rosales op de katholieke radiozender Radio Veritas dat mannelijke homoseksuele travestieten niet zouden mogen deelnemen aan de processiemarsen tijdens Flores de Mayo. Rosales waarschuwde dat parochies die zouden toestaan dat travestieten zich zouden verkleden als Sint-Helena of andere vrouwelijke heiligen tijdens de Flores de Mayo, zouden worden bestraft. Hij verklaarde: "We moeten dat wat heilig is, heilig laten; De processie is een religieuze aangelegenheid. Wat de parochies doen is er een parade van travestieten van maken. Dat is een belediging van de heilige Maagd Maria. Ay, naku po, nakakapanghilakbot! (O, moeder, mijn haren gaan ervan overeind staan)".
- International Standard Name Identifier: 0000 0000 2963 2870
- Library of Congress Control Number: n92010892
- Nederlandse Thesaurus van Auteursnamen: 073806773
- Virtual International Authority File: 65658703
- WorldCat: E39PBJxGV33WJpvvVbMXJMBQMP